# Rada departamentalna Majotty

## Lista prezydentów Rady Generalnej
| Osoba | Osoba   | Osoba                            | Kadencja         | Kadencja        | Partia polityczna |
| #     | Portret | Imię i nazwisko                  | Od               | Do              | Partia polityczna |
| ----- | ------- | -------------------------------- | ---------------- | --------------- | ----------------- |
| 1     |         | Younoussa Bamana (1935–2007)     | 6 lipca 1977     | marzec 1991     | MPM               |
| 2     |         | Hamissi Hassane                  | marzec 1991      | kwiecień 1991   | bezpartyjny       |
| (1)   |         | Younoussa Bamana (1935–2007)     | 18 kwietnia 1991 | 2 kwietnia 2004 | MPM               |
| 3     |         | Said Omar Oili (1957–)           | 2 kwietnia 2004  | 20 marca 2008   | NEMA              |
| 4     |         | Ahmed Attoumani Douchina (1955–) | 20 marca 2008    | 3 kwietnia 2011 | UMP               |
| 5     |         | Daniel Zaïdani (1975–)           | 3 kwietnia 2011  | 2 kwietnia 2015 | MDM               |

## Lista prezydentów Rady Departamentalnej
| Osoba | Osoba   | Osoba                                | Kadencja        | Kadencja | Partia polityczna |
| #     | Portret | Imię i nazwisko                      | Od              | Do       | Partia polityczna |
| ----- | ------- | ------------------------------------ | --------------- | -------- | ----------------- |
| 1     |         | Soibahadine Ibrahim Ramadani (1949–) | 2 kwietnia 2015 | nadal    | UMP               |